# تروسوو (سرزمین آلتای)
تروسوو (به لاتین: Trusovo) یک منطقهٔ مسکونی در روسیه است که در سرزمین آلتای واقع شده‌است.